# Vârful Retezat
Vârful Retezat (węg. Retyezát-csúcs) – szczyt w masywie Retezat, w Karpatach Południowych. Leży w centralnej Rumunii. Jest to trzeci co do wysokości szczyt masywu Retezat.